# Сыны воздуха
«Сыны́ во́здуха» (итал. I figli dell’aria) — приключенческий научно-фантастический роман итальянского писателя Эмилио Сальгари, опубликованный в 1904 году в Генуе. Продолжение истории опубликовано в произведении «Король воздуха» 1907 года.

## Сюжет
Два русских военнослужащих — кавалерист Фёдор и казак Роков — прибывают в Пекин для выполнения поручения, однако из-за допущенной ошибки обвиняются в убийстве и приговариваются к смерти. На людной площади за несколько минут до приведения наказания в исполнение неожиданно их спасает летательный аппарат, похожий на огромную птицу. Его пилот называет себя Капитаном, скрывая свои истинное имя и цели. Фёдор и Роков таким образом вовлекаются в удивительные приключения на борту «Ястреба» по Китаю, Тибету и Индии.

## Значение романа
Роман, равно как и его продолжение «Король воздуха», вызвало появления множества эпигонов.
Более чем через 100 лет после публикации романа его продолжают исследовать и рассматривать литературоведы. Так исследователи итальянской научной фантастики Джан Филиппо Пиццо и Лука Сомильи относят его к одному из первых итальянских произведений этого недавно зародившегося жанра, следующих традициям его основоположников — Герберта Уэллса и Жюля Верна. На состоявшемся в 1988 году международном конгрессе, посвящённым творчеству Жюля Верна, итальянский исследователь Джорджо Челли назвал роман Сальгари среди наиболее значимых, по его мнению, продолжателей направления научной фантастики французского автора. Исследователь Эльвио Гуаньини в своём обзоре приключенческой литературы за несколько веков, отмечает роман и его продолжение как один из тех, что до сих пор могут быть интересны читателю.